# Piramida ziemna

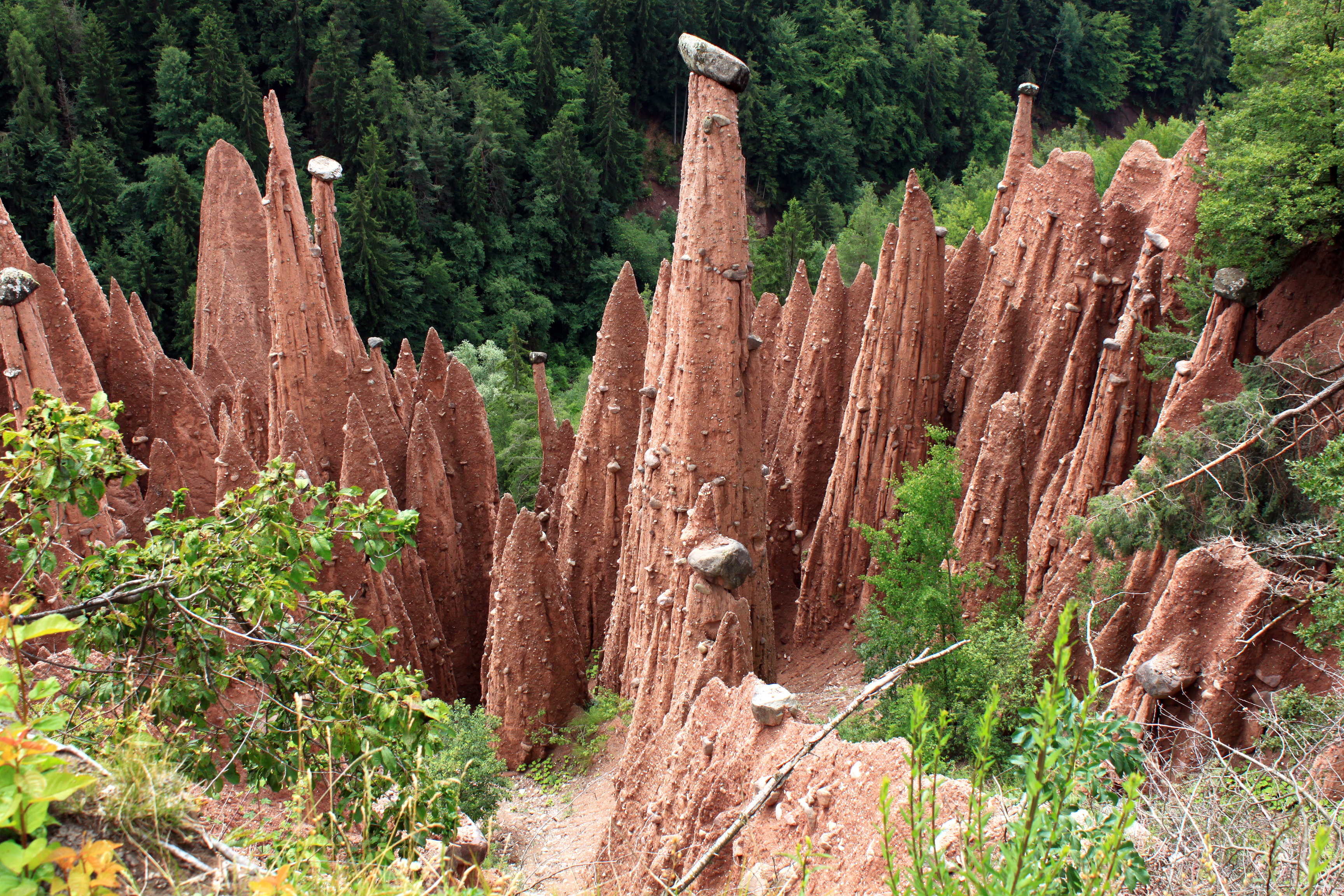
Piramidy ziemne Ritten, południowy Tyrol.

Piramida ziemna – wzniesienia o formie stożkowatego słupa zbudowane z miękkich skał (np. tuf wulkaniczny, glina morenowa) i zwieńczone głazem lub mniejszym fragmentem skały, który zapewniał ochronę miękkich skał leżących pod nim przed erozyjnym działaniem padających deszczów.
Piramidy ziemne są przykładem erozji deszczowej. Mogą mieć różną wysokość od paru centymetrów do wielu metrów, niektórzy polscy autorzy podają, że maksymalnie do 3 m. Występują m.in. w Tyrolu Południowym i w Kapadocji, w centralnej Turcji.